# Onukia heimiana
Onukia heimiana är en insektsart som beskrevs av Li och Wang 1992. Onukia heimiana ingår i släktet Onukia och familjen dvärgstritar. Inga underarter finns listade i Catalogue of Life.